# ليلى المصري
ليلى المصري (26 يونيو 1999 – ) هي عداءة فلسطينية أمريكية وهي عضو في الاتحاد الفلسطيني لألعاب القوى. تنحدر من أسرة فلسطينية من مدينة نابلس هاجرت إلى الولايات المتحدة.

## منافسات
نافست في البطولة العربية لألعاب القوى 2023 والتي أقيمت بالمغرب، وتوجت بالميدالية الفضية بعد أن فازت بالمركز الثاني بفئة سباق 5000 متر.
كما شاركت في بطولة آسيا لألعاب القوى 2023 المنعقدة في تايلاند وحصلت على المركز الثامن بفئة سباق 1500 متر.
نافست في بطولة العالم للعدو الريفي لعام 2024 والتي عقدت في صربيا، وحققت زمنًا شخصيًا قدره 36.53 ثانية.
من المفترض أن تمثل دولة فلسطين في أولمبياد باريس 2024.